# Eishockey-Weltmeisterschaft der U18-Junioren 2019
Die 21. Eishockey-Weltmeisterschaften der U18-Junioren der Internationalen Eishockey-Föderation IIHF waren die Eishockey-Weltmeisterschaften des Jahres 2019 in der Altersklasse der Unter-Achtzehnjährigen (U18). Insgesamt nahmen zwischen dem 25. März und 28. April 2019 44 Nationalmannschaften an den sieben Turnieren der Top-Division sowie der Divisionen I bis III teil.
Der Weltmeister wurde zum ersten Mal überhaupt die schwedische Mannschaft, die den Heimvorteil nutzte und Russland im Finale mit 4:3 in der Verlängerung bezwingen konnte. Nach insgesamt neun Medaillen war es die erste Goldmedaille bei der 21. Austragung der U18-Weltmeisterschaft. Den dritten Rang belegte die Auswahl der Vereinigten Staaten, die sich mit 5:2 gegen Kanada durchsetzte. Der deutschen Mannschaft gelang durch den Turniergewinn in der Gruppe A der Division I nach vier Jahren die Rückkehr in die Top-Division. Das Schweizer Team beendete das Turnier – wie bereits im Vorjahr – auf dem neunten Rang, nachdem es sich in der Abstiegsrunde gegenüber der Slowakei hatte behaupten können. Österreich erreichte in der Gruppe B der Division I zum wiederholten Mal den zweiten Rang und verpasste damit den erneuten Wiederaufstieg in die A-Gruppe.

## Teilnehmer, Austragungsorte und -zeiträume
- Top-Division: 18. bis 28. April 2019 in Örnsköldsvik und Umeå, Schweden
Teilnehmer:  Belarus,  Finnland (Titelverteidiger),  Kanada,  Lettland (Aufsteiger),  Russland,  Schweden,  Schweiz,  Slowakei,  Tschechien,  USA

- Division I
  - Gruppe A: 14. bis 20. April 2019 in Grenoble, Frankreich
Teilnehmer:  Dänemark,  Deutschland,  Frankreich (Absteiger),  Kasachstan,  Norwegen,  Ukraine (Aufsteiger)
  - Gruppe B: 14. bis 20. April 2019 in Székesfehérvár, Ungarn
Teilnehmer:  Großbritannien (Aufsteiger),  Italien,  Japan,  Österreich,  Slowenien (Absteiger),  Ungarn

- Division II
  - Gruppe A: 7. bis 13. April 2019 in Elektrėnai, Litauen
Teilnehmer:  Estland,  Litauen,  Polen,  Rumänien (Absteiger),  Spanien (Aufsteiger),  Südkorea
  - Gruppe B: 25. bis 31. März 2019 in Belgrad, Serbien
Teilnehmer:  Australien (Absteiger),  Belgien (Aufsteiger),  Volksrepublik China,  Kroatien,  Niederlande,  Serbien

- Division III:
  - Gruppe A: 25. bis 31. März 2019 in Sofia, Bulgarien
Teilnehmer:  Bulgarien,  Island (Absteiger),  Israel,  Mexiko,  Neuseeland (Aufsteiger),  Türkei
  - Gruppe B: 9. bis 12. April 2019 in Kapstadt, Südafrika
Teilnehmer:  Republik China (Taiwan) (Absteiger),  Hongkong,  Luxemburg (erste Teilnahme seit 2000),  Südafrika

## Top-Division
Die U18-Weltmeisterschaft wurde vom 18. bis zum 28. April 2019 in den schwedischen Städten Örnsköldsvik und Umeå ausgetragen. Gespielt wurde im Fjällräven Center (7.600 Plätze) in Örnsköldsvik sowie in der A3 Arena in Umeå mit 5.400 Plätzen. Insgesamt besuchten 36.485 Zuschauer die 31 Turnierspiele, was einem Schnitt von 1.176 pro Partie entspricht.
Am Turnier nahmen zehn Nationalmannschaften teil, die in zwei Gruppen zu je fünf Teams spielten. Dabei setzten sich die beiden Gruppen nach den Platzierungen der Nationalmannschaften bei der Weltmeisterschaft 2018 nach folgendem Schlüssel zusammen:
| Gruppe A       | Gruppe B      |
| -------------- | ------------- |
| Finnland (1)   | USA (2)       |
| Tschechien (4) | Schweden (3)  |
| Kanada (5)     | Russland (6)  |
| Belarus (8)    | Slowakei (7)  |
| Schweiz (9)    | Lettland (11) |

Der Weltmeister wurde zum ersten Mal überhaupt die schwedische Mannschaft, die den Heimvorteil nutzte und Russland im Finale mit 4:3 in der Verlängerung bezwingen konnte. Nach insgesamt neun Medaillen war es die erste Goldmedaille bei der 21. Austragung der U18-Weltmeisterschaft. Den dritten Rang belegte die Auswahl der Vereinigten Staaten, die sich mit 5:2 gegen Kanada durchsetzte.

### Modus
Bereits für die Weltmeisterschaft 2013 wurde ein neuer Spielmodus beschlossen. Nach den Gruppenspielen der Vorrunde qualifizieren sich die vier Gruppenbesten für das Viertelfinale. Die beiden Fünften der Gruppenspiele bestreiten die Abstiegsrunde im Modus „Best-of-Three“ und ermitteln dabei einen Absteiger in die Division IA. Die Platzierungsspiele um Platz sieben und fünf entfallen weiterhin.

### Austragungsorte
| Örnsköldsvik |

| Umeå |

| Örnsköldsvik |

| Umeå |

### Vorrunde

#### Gruppe A
| 18. April 2019 15:30 Uhr | Tschechien | 3:4 (0:2, 2:2, 1:0) Spielbericht | Belarus | A3 Arena, Umeå Zuschauer: 190 |

| 18. April 2019 19:30 Uhr | Kanada | 5:3 (0:2, 2:1, 3:0) Spielbericht | Finnland | A3 Arena, Umeå Zuschauer: 2.328 |

| 19. April 2019 15:30 Uhr | Kanada | 7:4 (3:0, 1:3, 3:1) Spielbericht | Schweiz | A3 Arena, Umeå Zuschauer: 458 |

| 19. April 2019 19:30 Uhr | Belarus | 4:3 (1:0, 2:0, 1:3) Spielbericht | Finnland | A3 Arena, Umeå Zuschauer: 362 |

| 20. April 2019 15:30 Uhr | Schweiz | 2:8 (0:2, 1:3, 1:3) Spielbericht | Tschechien | A3 Arena, Umeå Zuschauer: 582 |

| 21. April 2019 15:30 Uhr | Finnland | 2:4 (0:1, 1:1, 1:2) Spielbericht | Tschechien | A3 Arena, Umeå Zuschauer: 416 |

| 21. April 2019 19:30 Uhr | Belarus | 1:11 (0:3, 1:5, 0:3) Spielbericht | Kanada | A3 Arena, Umeå Zuschauer: 293 |

| 22. April 2019 15:30 Uhr | Schweiz | 5:4 n. V. (3:0, 0:2, 1:2, 1:0) Spielbericht | Belarus | A3 Arena, Umeå Zuschauer: 404 |

| 23. April 2019 15:30 Uhr | Finnland | 12:0 (4:0, 4:0, 4:0) Spielbericht | Schweiz | A3 Arena, Umeå Zuschauer: 468 |

| 23. April 2019 19:30 Uhr | Tschechien | 2:6 (2:1, 0:2, 0:3) Spielbericht | Kanada | A3 Arena, Umeå Zuschauer: 407 |

| Pl. |            | Sp | S | OTS | OTN | N | Tore  | Punkte |
| --- | ---------- | -- | - | --- | --- | - | ----- | ------ |
| 1.  | Kanada     | 4  | 4 | 0   | 0   | 0 | 29:10 | 12     |
| 2.  | Belarus    | 4  | 2 | 0   | 1   | 1 | 13:22 | 7      |
| 3.  | Tschechien | 4  | 2 | 0   | 0   | 2 | 17:14 | 6      |
| 4.  | Finnland   | 4  | 1 | 0   | 0   | 3 | 20:13 | 3      |
| 5.  | Schweiz    | 4  | 0 | 1   | 0   | 3 | 11:31 | 2      |

Abkürzungen: Pl. = Platz, Sp = Spiele, S = Siege, OTS = Siege nach Verlängerung (Overtime) oder Penaltyschießen, OTN = Niederlagen nach Verlängerung oder Penaltyschießen, N = Niederlagen

Erläuterungen: Viertelfinalqualifikant, Abstiegsrundenqualifikant

#### Gruppe B
| 18. April 2019 15:30 Uhr | Russland | 6:3 (3:1, 1:1, 2:1) Spielbericht | Slowakei | Fjällräven Center, Örnsköldsvik Zuschauer: 423 |

| 18. April 2019 19:30 Uhr | Schweden | 1:6 (1:0, 0:2, 0:4) Spielbericht | USA | Fjällräven Center, Örnsköldsvik Zuschauer: 4.228 |

| 19. April 2019 15:30 Uhr | Slowakei | 5:12 (1:3, 1:2, 3:7) Spielbericht | USA | Fjällräven Center, Örnsköldsvik Zuschauer: 620 |

| 19. April 2019 19:30 Uhr | Schweden | 5:2 (2:1, 1:0, 2:1) Spielbericht | Lettland | Fjällräven Center, Örnsköldsvik Zuschauer: 1.257 |

| 20. April 2019 15:30 Uhr | Lettland | 1:5 (0:1, 1:2, 0:2) Spielbericht | Russland | Fjällräven Center, Örnsköldsvik Zuschauer: 617 |

| 21. April 2019 15:30 Uhr | USA | 6:3 (2:2, 2:0, 2:1) Spielbericht | Russland | Fjällräven Center, Örnsköldsvik Zuschauer: 745 |

| 21. April 2019 19:30 Uhr | Slowakei | 1:5 (0:1, 1:2, 0:2) Spielbericht | Schweden | Fjällräven Center, Örnsköldsvik Zuschauer: 1.831 |

| 22. April 2019 15:30 Uhr | Lettland | 2:0 (0:0, 2:0, 0:0) Spielbericht | Slowakei | Fjällräven Center, Örnsköldsvik Zuschauer: 613 |

| 23. April 2019 15:30 Uhr | USA | 7:1 (1:0, 4:0, 2:1) Spielbericht | Lettland | Fjällräven Center, Örnsköldsvik Zuschauer: 687 |

| 23. April 2019 19:30 Uhr | Russland | 0:3 (0:0, 0:2, 0:1) Spielbericht | Schweden | Fjällräven Center, Örnsköldsvik Zuschauer: 3.321 |

| Pl. |          | Sp | S | OTS | OTN | N | Tore  | Punkte |
| --- | -------- | -- | - | --- | --- | - | ----- | ------ |
| 1.  | USA      | 4  | 4 | 0   | 0   | 0 | 31:10 | 12     |
| 2.  | Schweden | 4  | 3 | 0   | 0   | 1 | 14:09 | 9      |
| 3.  | Russland | 4  | 2 | 0   | 0   | 2 | 14:13 | 6      |
| 4.  | Lettland | 4  | 1 | 0   | 0   | 3 | 06:17 | 3      |
| 5.  | Slowakei | 4  | 0 | 0   | 0   | 4 | 09:25 | 0      |

Abkürzungen: Pl. = Platz, Sp = Spiele, S = Siege, OTS = Siege nach Verlängerung (Overtime) oder Penaltyschießen, OTN = Niederlagen nach Verlängerung oder Penaltyschießen, N = Niederlagen

Erläuterungen: Viertelfinalqualifikant, Abstiegsrundenqualifikant

### Abstiegsrunde
Die Relegationsrunde wird im Modus „Best-of-Three“ ausgetragen. Hierbei treffen der Fünftplatzierte der Gruppe A und der Fünfte der Gruppe B aufeinander. Die Mannschaft, die von maximal drei Spielen zuerst zwei für sich entscheiden kann, verbleibt in der WM-Gruppe, der Verlierer steigt in die Division IA ab.
| 25. April 2019 11:30 Uhr (Ortszeit) | Schweiz | 4:1 (2:1, 1:0, 1:0) Spielbericht Stand: 1:0 | Slowakei | A3 Arena, Umeå Zuschauer: 169 |

| 27. April 2019 19:30 Uhr | Slowakei | 4:3 (1:1, 2:2, 1:0) Spielbericht Stand: 1:1 | Schweiz | A3 Arena, Umeå Zuschauer: 152 |

| 28. April 2019 15:30 Uhr | Schweiz | 6:3 (2:2, 1:0, 3:1) Spielbericht Stand: 2:1 | Slowakei | A3 Arena, Umeå Zuschauer: 76 |

### Finalrunde
|  | Viertelfinale | Viertelfinale | Viertelfinale |  |  | Halbfinale | Halbfinale | Halbfinale |  |  | Finale           | Finale           | Finale           |
|  |               |               |               |  |  |            |            |            |  |  |                  |                  |                  |
|  | A1            | Kanada        | 3             |  |  |            |            |            |  |  |                  |                  |                  |
|  | B4            | Lettland      | 1             |  |  |            |            |            |  |  |                  |                  |                  |
|  |               |               |               |  |  | A1         | Kanada     | 3          |  |  |                  |                  |                  |
|  |               |               |               |  |  | B2         | Schweden   | 4          |  |  |                  |                  |                  |
|  | B2            | Schweden      | 4             |  |  |            |            |            |  |  |                  |                  |                  |
|  | A3            | Tschechien    | 2             |  |  |            |            |            |  |  |                  |                  |                  |
|  |               |               |               |  |  |            |            |            |  |  | B2               | Schweden         | 4                |
|  |               |               |               |  |  |            |            |            |  |  | B3               | Russland         | 3                |
|  | B1            | USA           | 6             |  |  |            |            |            |  |  |                  |                  |                  |
|  | A4            | Finnland      | 0             |  |  |            |            |            |  |  |                  |                  |                  |
|  |               |               |               |  |  | B1         | USA        | 2          |  |  |                  |                  |                  |
|  |               |               |               |  |  | B3         | Russland   | 3          |  |  | Spiel um Platz 3 | Spiel um Platz 3 | Spiel um Platz 3 |
|  | A2            | Belarus       | 0             |  |  |            |            |            |  |  | B1               | USA              | 5                |
|  | B3            | Russland      | 6             |  |  |            |            |            |  |  | A1               | Kanada           | 2                |

#### Viertelfinale
| 25. April 2019 15:30 Uhr (Ortszeit) | Belarus | 0:6 (0:2, 0:3, 0:1) Spielbericht | Russland | A3 Arena, Umeå Zuschauer: 191 |

| 25. April 2019 15:30 Uhr | USA | 6:0 (2:0, 2:0, 2:0) Spielbericht | Finnland | Fjällräven Center, Örnsköldsvik Zuschauer: 922 |

| 25. April 2019 19:30 Uhr | Kanada | 3:1 (1:0, 1:0, 1:1) Spielbericht | Lettland | A3 Arena, Umeå Zuschauer: 242 |

| 25. April 2019 19:30 Uhr | Schweden | 4:2 (2:0, 1:1, 1:1) Spielbericht | Tschechien | Fjällräven Center, Örnsköldsvik Zuschauer: 2.248 |

#### Halbfinale
| 27. April 2019 15:30 Uhr | USA | 2:3 n. P. (0:0, 0:1, 2:1, 0:0, 0:1) Spielbericht | Russland | Fjällräven Center, Örnsköldsvik Zuschauer: 1.547 |

| 27. April 2019 19:30 Uhr | Kanada | 3:4 (1:1, 1:1, 1:2) Spielbericht | Schweden | Fjällräven Center, Örnsköldsvik Zuschauer: 3.519 |

#### Spiel um Platz 3
| 28. April 2019 15:30 Uhr | USA | 5:2 (1:1, 3:0, 1:1) Spielbericht | Kanada | Fjällräven Center, Örnsköldsvik Zuschauer: 1.567 |

#### Finale
| 28. April 2019 19:30 Uhr | Schweden | 4:3 n. V. (1:0, 1:1, 1:2, 1:0) Spielbericht | Russland | Fjällräven Center, Örnsköldsvik Zuschauer: 5.602 |

### Statistik

#### Beste Scorer
Abkürzungen: Sp = Spiele, T = Tore, V = Assists, Pkt = Punkte, +/− = Plus/Minus, SM = Strafminuten; Fett: Turnierbestwert
| Spieler         | Team     | Sp | T  | V  | Pkt | +/− | SM |
| --------------- | -------- | -- | -- | -- | --- | --- | -- |
| Jack Hughes     | USA      | 7  | 9  | 11 | 20  | +10 | 8  |
| Cole Caufield   | USA      | 7  | 14 | 4  | 18  | +12 | 4  |
| Matthew Boldy   | USA      | 7  | 3  | 9  | 12  | +6  | 0  |
| Cam York        | USA      | 7  | 4  | 7  | 11  | +13 | 0  |
| Peyton Krebs    | Kanada   | 7  | 6  | 4  | 10  | +9  | 4  |
| Alex Newhook    | Kanada   | 7  | 5  | 5  | 10  | +6  | 0  |
| Rodion Amirow   | Russland | 7  | 6  | 3  | 9   | +4  | 2  |
| Dylan Cozens    | Kanada   | 7  | 4  | 5  | 9   | +8  | 4  |
| Alex Turcotte   | USA      | 7  | 4  | 5  | 9   | +4  | 4  |
| Karl Henriksson | Schweden | 7  | 2  | 7  | 9   | +1  | 2  |

#### Beste Torhüter
Abkürzungen: Sp = Spiele, Min = Eiszeit (in Minuten), GT = Gegentore, SO = Shutouts, Sv% = gehaltene Schüsse (in %), GTS = Gegentorschnitt; Fett: Turnierbestwert
| Spieler        | Team       | Sp | Min    | GT | SO | Sv%   | GTS  |
| -------------- | ---------- | -- | ------ | -- | -- | ----- | ---- |
| Spencer Knight | USA        | 6  | 357:33 | 9  | 1  | 93,62 | 1,51 |
| Nolan Maier    | Kanada     | 3  | 180:00 | 8  | 0  | 92,59 | 2,67 |
| Lukáš Pařík    | Tschechien | 5  | 220:32 | 13 | 0  | 92,35 | 3,54 |
| Hugo Alnefelt  | Schweden   | 5  | 305:44 | 14 | 1  | 92,13 | 2,75 |
| Artūrs Šilovs  | Lettland   | 5  | 271:24 | 15 | 1  | 91,76 | 3,32 |

### Abschlussplatzierungen
| Pl. | Team       |
| --- | ---------- |
| 1   | Schweden   |
| 2   | Russland   |
| 3   | USA        |
| 4   | Kanada     |
| 5   | Belarus    |
| 6   | Tschechien |
| 7   | Finnland   |
| 8   | Lettland   |
| 9   | Schweiz    |
| 10  | Slowakei   |

### Titel, Auf- und Abstieg
| Weltmeister Schweden | Hugo Alnefelt, Isac Andersson, Oscar Bjerselius, Tobias Björnfot, Philip Broberg, Alex Brännstam, Calle Clang, Arvid Costmar, Albin Grewe, Ludvig Hedström, Karl Henriksson, Simon Holmström, Alexander Holtz, Albert Johansson, Oscar Lawner, Albert Lyckåsen, Zion Nybeck, Lucas Raymond, Albin Sundsvik, Elmer Söderblom, Victor Söderström, Max Wahlgren, Jesper Wallstedt Trainer: Magnus Hävelid |

| Silber Russland | Rodion Amirow, Jaroslaw Askarow, Jegor Brysgalow, Nikolai Burenow, Marat Chusnutdinow, Ilja Gorbunow, Arseni Grizjuk, Maxim Groschew, Danil Guschtschin, Alexander Kirpitschnikow, Jaroslaw Lichatschow, Tachir Mingatschow, Schakir Muchamadullin, Ilja Nikolajew, Wassili Podkolsin, Iwan Rogow, Dmitri Scheschin, Nikita Sedow, Wsewolod Skotnikow, Jegor Spiridonow, Jegor Tschinachow, Semjon Tschistjakow, Nikita Waschtschenko Trainer: Wladimir Filatow |

| Bronze USA | John Beecher, Matty Beniers, Matthew Boldy, Bobby Brink, Cole Caufield, Judd Caulfield, Sean Farrell, Domenick Fensore, Michael Gildon, Drew Helleson, Jack Hughes, Spencer Knight, Owen Lindmark, Case McCarthy, Patrick Moynihan, Cameron Rowe, Henry Thrun, Alex Turcotte, Alex Vlasic, Marshall Warren, Cam York, Trevor Zegras Trainer: John Wroblewski |

| Absteiger in die Division IA:   | Slowakei    |
| Aufsteiger in die Top-Division: | Deutschland |

### Auszeichnungen
Spielertrophäen
| Auszeichnung         | Spieler          | Team     |
| -------------------- | ---------------- | -------- |
| Wertvollster Spieler | Cole Caufield    | USA      |
| Bester Torhüter      | Jaroslaw Askarow | Russland |
| Bester Verteidiger   | Philip Broberg   | Schweden |
| Bester Stürmer       | Cole Caufield    | USA      |

All-Star-Team
| Angriff:      | Rodion Amirow – Jack Hughes – Cole Caufield |
| Verteidigung: | Cam York – Philip Broberg                   |
| Tor:          | Jaroslaw Askarow                            |

## Division I

### Gruppe A in Grenoble, Frankreich
Das Turnier der Gruppe A wurde vom 14. bis 20. April 2019 im französischen Wintersportort Grenoble ausgetragen. Die Spiele fanden in der 3.496 Zuschauer fassenden Patinoire Polesud statt. Insgesamt besuchten 9.073 Zuschauer die 15 Turnierspiele, was einem Schnitt von 604 pro Partie entspricht.
Nach vier Jahren in der Division I gelang Deutschland mit fünf Siegen aus ebenso vielen Spielen und einem Torverhältnis von 38:12 die Rückkehr in die Top-Division. Die Deutschen gewannen dabei auch gegen die ärgsten Verfolger –  Kasachstan und Dänemark – mit drei Toren Differenz. Der Vorjahresabsteiger und Gastgeber Frankreich konnte den Abstieg in die Gruppe B der Division I durch einen knappen Sieg über den Vorjahresaufsteiger Ukraine, der umgehend wieder abstieg, nur knapp abwenden. Beide Teams waren bereits am ersten Turniertag aufeinander getroffen und hatten danach beide die folgenden vier Spiele allesamt verloren.
| 14. April 2019 12:30 Uhr (Ortszeit) | Norwegen | 1:2 (0:1, 0:1, 1:0) Spielbericht | Dänemark | Patinoire Polesud, Grenoble Zuschauer: 502 |

| 14. April 2019 16:00 Uhr | Ukraine | 1:2 n. V. (0:0, 0:1, 1:0, 0:1) Spielbericht | Frankreich | Patinoire Polesud, Grenoble Zuschauer: 1.114 |

| 14. April 2019 19:30 Uhr | Kasachstan | 2:5 (0:1, 0:2, 2:2) Spielbericht | Deutschland | Patinoire Polesud, Grenoble Zuschauer: 274 |

| 15. April 2019 12:30 Uhr | Dänemark | 6:2 (2:1, 4:1, 0:0) Spielbericht | Ukraine | Patinoire Polesud, Grenoble Zuschauer: 275 |

| 15. April 2019 16:00 Uhr | Deutschland | 6:4 (2:1, 1:3, 3:0) Spielbericht | Norwegen | Patinoire Polesud, Grenoble Zuschauer: 628 |

| 15. April 2019 19:30 Uhr | Frankreich | 2:7 (1:2, 0:3, 1:2) Spielbericht | Kasachstan | Patinoire Polesud, Grenoble Zuschauer: 668 |

| 17. April 2019 12:30 Uhr | Ukraine | 1:6 (0:1, 0:1, 1:4) Spielbericht | Kasachstan | Patinoire Polesud, Grenoble Zuschauer: 626 |

| 17. April 2019 16:00 Uhr | Deutschland | 5:2 (0:1, 3:1, 2:0) Spielbericht | Dänemark | Patinoire Polesud, Grenoble Zuschauer: 566 |

| 17. April 2019 19:30 Uhr | Frankreich | 2:3 (0:0, 2:3, 0:0) Spielbericht | Norwegen | Patinoire Polesud, Grenoble Zuschauer: 968 |

| 18. April 2019 12:30 Uhr | Deutschland | 13:1 (6:0, 5:0, 2:1) Spielbericht | Ukraine | Patinoire Polesud, Grenoble Zuschauer: 564 |

| 18. April 2019 16:00 Uhr | Kasachstan | 5:2 (0:0, 3:1, 2:1) Spielbericht | Norwegen | Patinoire Polesud, Grenoble Zuschauer: 535 |

| 18. April 2019 19:30 Uhr | Dänemark | 5:3 (1:0, 2:1, 2:2) Spielbericht | Frankreich | Patinoire Polesud, Grenoble Zuschauer: 792 |

| 20. April 2019 12:30 Uhr | Norwegen | 3:2 (1:0, 1:1, 1:1) Spielbericht | Ukraine | Patinoire Polesud, Grenoble Zuschauer: 502 |

| 20. April 2019 16:00 Uhr | Dänemark | 2:3 n. P. (1:1, 1:0, 0:1, 0:0, 0:1) Spielbericht | Kasachstan | Patinoire Polesud, Grenoble Zuschauer: 191 |

| 20. April 2019 19:30 Uhr | Frankreich | 3:9 (1:3, 0:3, 2:3) Spielbericht | Deutschland | Patinoire Polesud, Grenoble Zuschauer: 868 |

| Pl. |             | Sp | S | OTS | OTN | N | Tore  | Punkte |
| --- | ----------- | -- | - | --- | --- | - | ----- | ------ |
| 1.  | Deutschland | 5  | 5 | 0   | 0   | 0 | 38:12 | 15     |
| 2.  | Kasachstan  | 5  | 3 | 1   | 0   | 1 | 23:12 | 11     |
| 3.  | Dänemark    | 5  | 3 | 0   | 1   | 1 | 17:14 | 10     |
| 4.  | Norwegen    | 5  | 2 | 0   | 0   | 3 | 13:17 | 6      |
| 5.  | Frankreich  | 5  | 0 | 1   | 0   | 4 | 12:25 | 2      |
| 6.  | Ukraine     | 5  | 0 | 0   | 1   | 4 | 07:30 | 1      |

Abkürzungen: Pl. = Platz, Sp = Spiele, S = Siege, OTS = Siege nach Verlängerung (Overtime) oder Penaltyschießen, OTN = Niederlagen nach Verlängerung oder Penaltyschießen, N = Niederlagen

Erläuterungen: Aufsteiger in die Top-Division, Absteiger in die Division IB

### Gruppe B in Székesfehérvár, Ungarn
Das Turnier der Gruppe B wurde vom 14. bis 20. April 2019 im ungarischen Székesfehérvár ausgetragen. Die Spiele fanden in der 3.500 Zuschauer fassenden Ifjabb Ocskay Gábor Jégcsarnok statt. Insgesamt besuchten 7.395 Zuschauer die 15 Turnierspiele, was einem Schnitt von 493 pro Partie entspricht.
Den Aufstieg in die Gruppe A der Division I sicherte sich überraschend die japanische Mannschaft, der damit nach siebenjähriger Abstinenz der Aufstieg gelang. Dabei hielt sich die Mannschaft in den ersten vier Turnierspielen schadlos und besiegte dabei unter anderem Vorjahresabsteiger Slowenien und den Mitfavoriten Österreich, der sich letztlich auf dem zweiten Rang klassierte. Bereits vor dem letzten Spieltag stand der Aufstieg Japans fest, während für den Abstieg noch drei Mannschaften in Frage kamen. Letzten Endes rutsche Aufsteiger Großbritannien durch die eigene Niederlage gegen Italien und den Sieg des Gastgeber Ungarn über die bereits als Aufsteiger feststehenden Japaner am letzten Turniertag noch vom vierten auf den sechsten Platz ab. Trotz vier gesammelter Punkte musste die Mannschaft den Abstieg zurück in die Division II hinnehmen.
| 14. April 2019 12:30 Uhr (Ortszeit) | Italien | 2:3 (0:0, 0:2, 2:1) Spielbericht | Japan | Ifjabb Ocskay Gábor Jégcsarnok, Székesfehérvár Zuschauer: 75 |

| 14. April 2019 16:00 Uhr | Großbritannien | 2:3 (0:1, 1:0, 1:2) Spielbericht | Slowenien | Ifjabb Ocskay Gábor Jégcsarnok, Székesfehérvár Zuschauer: 218 |

| 14. April 2019 19:30 Uhr | Ungarn | 1:3 (0:1, 0:1, 1:1) Spielbericht | Österreich | Ifjabb Ocskay Gábor Jégcsarnok, Székesfehérvár Zuschauer: 1.350 |

| 15. April 2019 12:30 Uhr | Japan | 5:3 (2:0, 2:1, 1:2) Spielbericht | Großbritannien | Ifjabb Ocskay Gábor Jégcsarnok, Székesfehérvár Zuschauer: 78 |

| 15. April 2019 16:00 Uhr | Österreich | 7:0 (2:0, 3:0, 2:0) Spielbericht | Italien | Ifjabb Ocskay Gábor Jégcsarnok, Székesfehérvár Zuschauer: 124 |

| 15. April 2019 19:30 Uhr | Slowenien | 2:1 n. P. (0:1, 0:0, 1:0, 0:0, 1:0) Spielbericht | Ungarn | Ifjabb Ocskay Gábor Jégcsarnok, Székesfehérvár Zuschauer: 815 |

| 17. April 2019 12:30 Uhr | Slowenien | 0:2 (0:0, 0:0, 0:2) Spielbericht | Italien | Ifjabb Ocskay Gábor Jégcsarnok, Székesfehérvár Zuschauer: 55 |

| 17. April 2019 16:00 Uhr | Österreich | 2:3 (1:0, 1:0, 0:3) Spielbericht | Japan | Ifjabb Ocskay Gábor Jégcsarnok, Székesfehérvár Zuschauer: 200 |

| 17. April 2019 19:30 Uhr | Großbritannien | 5:4 (2:1, 2:1, 1:2) Spielbericht | Ungarn | Ifjabb Ocskay Gábor Jégcsarnok, Székesfehérvár Zuschauer: 1.385 |

| 19. April 2019 12:30 Uhr | Österreich | 3:2 n. V. (0:1, 0:0, 2:1, 1:0) Spielbericht | Großbritannien | Ifjabb Ocskay Gábor Jégcsarnok, Székesfehérvár Zuschauer: 150 |

| 19. April 2019 16:00 Uhr | Ungarn | 7:3 (1:0, 4:2, 2:1) Spielbericht | Italien | Ifjabb Ocskay Gábor Jégcsarnok, Székesfehérvár Zuschauer: 1.215 |

| 19. April 2019 19:30 Uhr | Japan | 4:0 (1:0, 0:0, 3:0) Spielbericht | Slowenien | Ifjabb Ocskay Gábor Jégcsarnok, Székesfehérvár Zuschauer: 165 |

| 20. April 2019 12:30 Uhr | Italien | 3:1 (1:1, 1:0, 1:0) Spielbericht | Großbritannien | Ifjabb Ocskay Gábor Jégcsarnok, Székesfehérvár Zuschauer: 145 |

| 20. April 2019 16:00 Uhr | Slowenien | 1:7 (0:1, 1:4, 0:2) Spielbericht | Österreich | Ifjabb Ocskay Gábor Jégcsarnok, Székesfehérvár Zuschauer: 170 |

| 20. April 2019 19:30 Uhr | Japan | 3:5 (1:0, 1:3, 1:2) Spielbericht | Ungarn | Ifjabb Ocskay Gábor Jégcsarnok, Székesfehérvár Zuschauer: 1.250 |

| Pl. |                | Sp | S | OTS | OTN | N | Tore  | Punkte |
| --- | -------------- | -- | - | --- | --- | - | ----- | ------ |
| 1.  | Japan          | 5  | 4 | 0   | 0   | 1 | 18:12 | 12     |
| 2.  | Österreich     | 5  | 3 | 1   | 0   | 1 | 22:07 | 11     |
| 3.  | Ungarn         | 5  | 2 | 0   | 1   | 2 | 18:16 | 7      |
| 4.  | Italien        | 5  | 2 | 0   | 0   | 3 | 10:18 | 6      |
| 5.  | Slowenien      | 5  | 1 | 1   | 0   | 3 | 06:16 | 5      |
| 6.  | Großbritannien | 5  | 1 | 0   | 1   | 3 | 13:18 | 4      |

Abkürzungen: Pl. = Platz, Sp = Spiele, S = Siege, OTS = Siege nach Verlängerung (Overtime) oder Penaltyschießen, OTN = Niederlagen nach Verlängerung oder Penaltyschießen, N = Niederlagen

Erläuterungen: Aufsteiger in die Division IA, Absteiger in die Division IIA

### Auf- und Abstieg
| Absteiger in die Division IA:   | Slowakei       |
| Aufsteiger in die Top-Division: | Deutschland    |
| Absteiger in die Division IB:   | Ukraine        |
| Aufsteiger in die Division IA:  | Japan          |
| Absteiger in die Division IIA:  | Großbritannien |
| Aufsteiger in die Division IB:  | Polen          |

## Division II

### Gruppe A in Elektrėnai, Litauen
Das Turnier der Gruppe A wurde vom 7. bis 13. April 2019 im litauischen Elektrėnai ausgetragen. Die Spiele fanden in der 2.000 Zuschauer fassenden Elektrėnų ledo rūmai statt. Insgesamt besuchten 17.351 Zuschauer die 15 Turnierspiele, was einem Schnitt von 1.156 pro Spiel entspricht.
Dem polnischen Team gelang mit fünf Siegen aus ebenso vielen Spielen und einem Torverhältnis von 36:4 der Aufstieg in die Division IB, aus der die Mannschaft vor zwei Jahren abgestiegen war. Bereits am ersten Turniertag legten sie mit einem 3:1-Sieg über den Vorjahresabsteiger Rumänien den Grundstein für die spätere Rückkehr in die Division I. Die weiteren fünf Turnierspiele gewannen die Polinnen allesamt mit mindestens fünf Toren Vorsprung, darunter auch ein 7:1-Sieg über Gastgeber Litauen am zweiten Spieltag. Für Aufsteiger Spanien ging es nach fünf Niederlagen – davon eine in der Verlängerung – wieder zurück in die Gruppe B der Division II.
| 7. April 2019 12:30 Uhr (Ortszeit) | Spanien | 0:10 (0:4, 0:4, 0:2) Spielbericht | Südkorea | Elektrėnų ledo rūmai, Elektrėnai Zuschauer: 309 |

| 7. April 2019 17:00 Uhr | Litauen | 6:3 (1:1, 3:2, 2:0) Spielbericht | Estland | Elektrėnų ledo rūmai, Elektrėnai Zuschauer: 2.005 |

| 7. April 2019 19:30 Uhr | Polen | 3:1 (1:0, 0:1, 2:0) Spielbericht | Rumänien | Elektrėnų ledo rūmai, Elektrėnai Zuschauer: 439 |

| 9. April 2019 12:30 Uhr | Rumänien | 6:4 (3:1, 2:2, 1:1) Spielbericht | Südkorea | Elektrėnų ledo rūmai, Elektrėnai Zuschauer: 1.003 |

| 9. April 2019 17:00 Uhr | Estland | 5:1 (1:0, 2:0, 2:1) Spielbericht | Spanien | Elektrėnų ledo rūmai, Elektrėnai Zuschauer: 458 |

| 9. April 2019 19:30 Uhr | Litauen | 1:7 (0:0, 1:4, 0:3) Spielbericht | Polen | Elektrėnų ledo rūmai, Elektrėnai Zuschauer: 2.406 |

| 10. April 2019 12:30 Uhr | Rumänien | 2:5 (0:2, 1:1, 1:2) Spielbericht | Estland | Elektrėnų ledo rūmai, Elektrėnai Zuschauer: 516 |

| 10. April 2019 10:00 Uhr | Polen | 5:0 (2:0, 2:0, 1:0) Spielbericht | Südkorea | Elektrėnų ledo rūmai, Elektrėnai Zuschauer: 1.359 |

| 10. April 2019 19:30 Uhr | Litauen | 4:1 (1:0, 2:1, 1:0) Spielbericht | Spanien | Elektrėnų ledo rūmai, Elektrėnai Zuschauer: 1.386 |

| 12. April 2019 12:30 Uhr | Estland | 2:8 (0:3, 1:2, 1:3) Spielbericht | Polen | Elektrėnų ledo rūmai, Elektrėnai Zuschauer: 1.546 |

| 12. April 2019 17:00 Uhr | Spanien | 4:5 n. V. (1:3, 2:0, 1:1, 0:1) Spielbericht | Rumänien | Elektrėnų ledo rūmai, Elektrėnai Zuschauer: 1.014 |

| 12. April 2019 19:30 Uhr | Südkorea | 1:2 (0:0, 1:1, 0:1) Spielbericht | Litauen | Elektrėnų ledo rūmai, Elektrėnai Zuschauer: 1.907 |

| 13. April 2019 12:30 Uhr | Polen | 13:0 (3:0, 5:0, 5:0) Spielbericht | Spanien | Elektrėnų ledo rūmai, Elektrėnai Zuschauer: 207 |

| 13. April 2019 17:00 Uhr | Südkorea | 2:6 (0:2, 1:2, 1:2) Spielbericht | Estland | Elektrėnų ledo rūmai, Elektrėnai Zuschauer: 489 |

| 13. April 2019 19:30 Uhr | Rumänien | 3:8 (1:4, 0:1, 2:3) Spielbericht | Litauen | Elektrėnų ledo rūmai, Elektrėnai Zuschauer: 2.307 |

| Pl. |          | Sp | S | OTS | OTN | N | Tore  | Punkte |
| --- | -------- | -- | - | --- | --- | - | ----- | ------ |
| 1.  | Polen    | 5  | 5 | 0   | 0   | 0 | 36:04 | 15     |
| 2.  | Litauen  | 5  | 4 | 0   | 0   | 1 | 21:15 | 12     |
| 3.  | Estland  | 5  | 3 | 0   | 0   | 2 | 21:19 | 9      |
| 4.  | Rumänien | 5  | 1 | 1   | 0   | 3 | 17:24 | 5      |
| 5.  | Südkorea | 5  | 1 | 0   | 0   | 4 | 17:19 | 3      |
| 6.  | Spanien  | 5  | 0 | 0   | 1   | 4 | 06:37 | 1      |

Abkürzungen: Pl. = Platz, Sp = Spiele, S = Siege, OTS = Siege nach Verlängerung (Overtime) oder Penaltyschießen, OTN = Niederlagen nach Verlängerung oder Penaltyschießen, N = Niederlagen

Erläuterungen: Aufsteiger in die Division IB, Absteiger in die Division IIB

### Gruppe B in Belgrad, Serbien
Das Turnier der Gruppe B wurde vom 25. bis 31. März 2019 in der serbischen Landeshauptstadt Belgrad ausgetragen. Die Spiele fanden in der 2.000 Zuschauer fassenden Ledena dvorana Pionir statt. Insgesamt besuchten 4.274 Zuschauer die 15 Turnierspiele, was einem Schnitt von 284 pro Spiel entspricht.
Serbien gelang durch einen abschließenden 12:2-Sieg über Belgien der Aufstieg in die Gruppe A der Division II. Nachdem der Vorjahresabsteiger Australien mit drei Niederlagen ins Turnier gestartet war und somit die Hoffnungen auf den Wiederaufstieg frühzeitig begraben konnte, kristallisierten sich Serbien, die Niederlande und die Volksrepublik China als Favoriten auf den Turniersieg heraus. Vor dem letzten Spieltag führten die Niederländer die Tabelle vor Serbien an, die sie am dritten Spieltag in der Verlängerung geschlagen hatten. Eine 2:3-Niederlage gegen China im vorletzten Turnierspiel und ein folgender Sieg bescherten den Serben jedoch den Aufstieg. Vorjahresaufsteiger Belgien stieg punktlos zurück in die Division III ab.
| 25. März 2019 13:00 Uhr (Ortszeit) | Belgien | 2:4 (0:1, 1:1, 1:2) Spielbericht | Niederlande | Ledena dvorana Pionir, Belgrad Zuschauer: 39 |

| 25. März 2019 16:30 Uhr | Kroatien | 1:4 (1:0, 0:2, 0:2) Spielbericht | Volksrepublik China | Ledena dvorana Pionir, Belgrad Zuschauer: 24 |

| 25. März 2019 20:30 Uhr | Serbien | 8:4 (3:2, 2:0, 3:2) Spielbericht | Australien | Ledena dvorana Pionir, Belgrad Zuschauer: 669 |

| 26. März 2019 13:00 Uhr | Volksrepublik China | 6:4 (1:2, 2:2, 3:0) Spielbericht | Belgien | Ledena dvorana Pionir, Belgrad Zuschauer: 25 |

| 26. März 2019 16:30 Uhr | Australien | 1:2 (0:0, 0:2, 1:0) Spielbericht | Niederlande | Ledena dvorana Pionir, Belgrad Zuschauer: 38 |

| 26. März 2019 20:00 Uhr | Kroatien | 1:4 (1:0, 0:1, 0:3) Spielbericht | Serbien | Ledena dvorana Pionir, Belgrad Zuschauer: 627 |

| 28. März 2019 13:00 Uhr | Australien | 2:4 (0:1, 1:1, 1:2) Spielbericht | Volksrepublik China | Ledena dvorana Pionir, Belgrad Zuschauer: 32 |

| 28. März 2019 16:30 Uhr | Kroatien | 7:2 (1:1, 4:1, 2:0) Spielbericht | Belgien | Ledena dvorana Pionir, Belgrad Zuschauer: 29 |

| 28. März 2019 20:00 Uhr | Serbien | 1:2 n. V. (0:0, 1:0, 0:1, 0:1) Spielbericht | Niederlande | Ledena dvorana Pionir, Belgrad Zuschauer: 786 |

| 30. März 2019 13:00 Uhr | Niederlande | 3:2 (1:1, 1:0, 1:1) Spielbericht | Kroatien | Ledena dvorana Pionir, Belgrad Zuschauer: 105 |

| 30. März 2019 16:30 Uhr | Belgien | 2:4 (0:0, 1:3, 1:1) Spielbericht | Australien | Ledena dvorana Pionir, Belgrad Zuschauer: 52 |

| 30. März 2019 20:00 Uhr | Volksrepublik China | 1:6 (0:3, 1:2, 0:1) Spielbericht | Serbien | Ledena dvorana Pionir, Belgrad Zuschauer: 669 |

| 31. März 2019 13:00 Uhr | Australien | 1:5 (1:3, 0:0, 0:2) Spielbericht | Kroatien | Ledena dvorana Pionir, Belgrad Zuschauer: 62 |

| 31. März 2019 16:30 Uhr | Niederlande | 2:3 (2:1, 0:1, 0:1) Spielbericht | Volksrepublik China | Ledena dvorana Pionir, Belgrad Zuschauer: 93 |

| 31. März 2019 20:00 Uhr | Serbien | 12:2 (5:0, 5:2, 2:0) Spielbericht | Belgien | Ledena dvorana Pionir, Belgrad Zuschauer: 1.024 |

| Pl. |                     | Sp | S | OTS | OTN | N | Tore  | Punkte |
| --- | ------------------- | -- | - | --- | --- | - | ----- | ------ |
| 1.  | Serbien             | 5  | 4 | 0   | 1   | 0 | 31:10 | 13     |
| 2.  | Volksrepublik China | 5  | 4 | 0   | 0   | 1 | 18:15 | 12     |
| 3.  | Niederlande         | 5  | 3 | 1   | 0   | 1 | 13:09 | 11     |
| 4.  | Kroatien            | 5  | 2 | 0   | 0   | 3 | 16:14 | 6      |
| 5.  | Australien          | 5  | 1 | 0   | 0   | 4 | 12:21 | 3      |
| 6.  | Belgien             | 5  | 0 | 0   | 0   | 5 | 12:33 | 0      |

Abkürzungen: Pl. = Platz, Sp = Spiele, S = Siege, OTS = Siege nach Verlängerung (Overtime) oder Penaltyschießen, OTN = Niederlagen nach Verlängerung oder Penaltyschießen, N = Niederlagen

Erläuterungen: Aufsteiger in die Division IIA, Absteiger in die Division IIIA

### Auf- und Abstieg
| Absteiger in die Division IIA:  | Großbritannien |
| Aufsteiger in die Division IB:  | Polen          |
| Absteiger in die Division IIB:  | Spanien        |
| Aufsteiger in die Division IIA: | Serbien        |
| Absteiger in die Division IIIA: | Belgien        |
| Aufsteiger in die Division IIB: | Bulgarien      |

## Division III

### Gruppe A in Sofia, Bulgarien
Das Turnier der Gruppe A wurde vom 25. bis 31. März 2019 in der bulgarischen Landeshauptstadt Sofia ausgetragen. Die Spiele fanden im 4.600 Zuschauer fassenden Wintersportpalast statt. Insgesamt besuchten 6.206 Zuschauer die 15 Turnierspiele, was einem Schnitt von 413 pro Partie entspricht.
Mit dem Heimvorteil im Rücken sicherte sich Bulgarien mit 14 Punkten den souveränen Aufstieg in die Gruppe B der Division II. Dabei ließen sie den Vorjahresabsteiger Island hinter sich, der punktgleich mit Israel und der Türkei den zweiten Rang belegte. Das Direktduell gegen den späteren Aufsteiger hatten die Isländer am ersten Turniertag mit 5:7 verloren. Neuseeland musste am Tabellenende den direkten Wiederabstieg in die Gruppe B hinnehmen. Den direkten Vergleich mit den punktgleichen Mexikanern hatten die Kiwis mit 4:5 nach Penaltyschießen verloren. 
| 25. März 2019 13:00 Uhr (Ortszeit) | Mexiko | 0:4 (0:3, 0:0, 0:1) Spielbericht | Türkei | Wintersportpalast, Sofia Zuschauer: 120 |

| 25. März 2019 16:30 Uhr | Neuseeland | 3:4 n. V. (1:1, 2:2, 0:0, 0:1) Spielbericht | Israel | Wintersportpalast, Sofia Zuschauer: 139 |

| 25. März 2019 20:00 Uhr | Bulgarien | 7:5 (2:1, 4:3, 1:1) Spielbericht | Island | Wintersportpalast, Sofia Zuschauer: 860 |

| 26. März 2019 13:00 Uhr | Island | 2:4 (1:0, 1:2, 0:2) Spielbericht | Israel | Wintersportpalast, Sofia Zuschauer: 125 |

| 26. März 2019 16:30 Uhr | Türkei | 3:2 (0:0, 2:1, 1:1) Spielbericht | Neuseeland | Wintersportpalast, Sofia Zuschauer: 135 |

| 26. März 2019 20:00 Uhr | Mexiko | 1:2 (1:1, 0:1, 0:0) Spielbericht | Bulgarien | Wintersportpalast, Sofia Zuschauer: 580 |

| 28. März 2019 13:00 Uhr | Mexiko | 5:4 n. P. (1:2, 2:1, 1:1, 0:0, 1:0) Spielbericht | Neuseeland | Wintersportpalast, Sofia Zuschauer: 112 |

| 28. März 2019 16:30 Uhr | Island | 5:2 (1:1, 1:1, 3:0) Spielbericht | Türkei | Wintersportpalast, Sofia Zuschauer: 130 |

| 28. März 2019 20:00 Uhr | Bulgarien | 3:2 n. V. (0:0, 1:2, 1:0, 1:0) Spielbericht | Israel | Wintersportpalast, Sofia Zuschauer: 650 |

| 29. März 2019 13:00 Uhr | Neuseeland | 3:6 (1:0, 0:5, 2:1) Spielbericht | Island | Wintersportpalast, Sofia Zuschauer: 110 |

| 29. März 2019 16:30 Uhr | Israel | 5:2 (1:0, 2:1, 2:1) Spielbericht | Mexiko | Wintersportpalast, Sofia Zuschauer: 125 |

| 29. März 2019 20:00 Uhr | Türkei | 2:4 (0:1, 1:0, 1:3) Spielbericht | Bulgarien | Wintersportpalast, Sofia Zuschauer: 1.360 |

| 31. März 2019 13:00 Uhr | Israel | 2:3 (1:1, 0:1, 1:1) Spielbericht | Türkei | Wintersportpalast, Sofia Zuschauer: 120 |

| 31. März 2019 16:30 Uhr | Bulgarien | 5:1 (2:0, 1:0, 2:1) Spielbericht | Neuseeland | Wintersportpalast, Sofia Zuschauer: 1.400 |

| 31. März 2019 20:00 Uhr | Island | 5:0 (0:0, 2:0, 3:0) Spielbericht | Mexiko | Wintersportpalast, Sofia Zuschauer: 240 |

| Pl. |            | Sp | S | OTS | OTN | N | Tore  | Punkte |
| --- | ---------- | -- | - | --- | --- | - | ----- | ------ |
| 1.  | Bulgarien  | 5  | 4 | 1   | 0   | 0 | 21:11 | 14     |
| 2.  | Island     | 5  | 3 | 0   | 0   | 2 | 23:16 | 9      |
| 3.  | Israel     | 5  | 2 | 1   | 1   | 1 | 17:13 | 9      |
| 4.  | Türkei     | 5  | 2 | 0   | 0   | 3 | 14:13 | 9      |
| 5.  | Mexiko     | 5  | 0 | 1   | 0   | 4 | 08:20 | 2      |
| 6.  | Neuseeland | 5  | 0 | 0   | 2   | 3 | 13:23 | 2      |

Abkürzungen: Pl. = Platz, Sp = Spiele, S = Siege, OTS = Siege nach Verlängerung (Overtime) oder Penaltyschießen, OTN = Niederlagen nach Verlängerung oder Penaltyschießen, N = Niederlagen

Erläuterungen: Aufsteiger in die Division IIB, Absteiger in die Division IIIB

### Gruppe B in Kapstadt, Südafrika
Das Turnier der Gruppe B wurde vom 9. bis 12. April 2019 in der südafrikanischen Metropole Kapstadt ausgetragen. Die Spiele fanden in der 2.800 Zuschauer fassenden Grand West Ice Station statt. Insgesamt besuchten 740 Zuschauer die sechs Turnierspiele, was einem Schnitt von 123 pro Partie entspricht.
Mit drei souveränen Siegen gelang dem Vorjahresabsteiger Republik China von der Insel Taiwan der direkte Wiederaufstieg in die Gruppe A der Division III. Dahinter platzierten sich Hongkong, Gastgeber Südafrika und Luxemburg.
| 9. April 2019 14:00 Uhr (Ortszeit) | Hongkong | 4:1 (0:0, 1:1, 3:0) Spielbericht | Luxemburg | Grand West Ice Station, Kapstadt Zuschauer: 60 |

| 9. April 2019 19:00 Uhr | Südafrika | 2:4 (1:1, 0:3, 1:0) Spielbericht | Republik China (Taiwan) | Grand West Ice Station, Kapstadt Zuschauer: 250 |

| 10. April 2019 14:00 Uhr | Republik China (Taiwan) | 9:2 (2:1, 4:1, 3:0) Spielbericht | Luxemburg | Grand West Ice Station, Kapstadt Zuschauer: 50 |

| 10. April 2019 18:00 Uhr | Hongkong | 6:5 (1:0, 3:2, 2:3) Spielbericht | Südafrika | Grand West Ice Station, Kapstadt Zuschauer: 166 |

| 12. April 2019 14:00 Uhr | Republik China (Taiwan) | 9:1 (4:0, 1:0, 4:1) Spielbericht | Hongkong | Grand West Ice Station, Kapstadt Zuschauer: 75 |

| 12. April 2019 18:00 Uhr | Luxemburg | 5:6 n. P. (1:2, 1:1, 3:2, 0:0, 0:1) Spielbericht | Südafrika | Grand West Ice Station, Kapstadt Zuschauer: 139 |

| Pl. |                         | Sp | S | OTS | OTN | N | Tore  | Punkte |
| --- | ----------------------- | -- | - | --- | --- | - | ----- | ------ |
| 1.  | Republik China (Taiwan) | 3  | 3 | 0   | 0   | 0 | 22:05 | 9      |
| 2.  | Hongkong                | 3  | 2 | 0   | 0   | 1 | 11:15 | 6      |
| 3.  | Südafrika               | 3  | 0 | 1   | 0   | 2 | 13:15 | 2      |
| 4.  | Luxemburg               | 3  | 0 | 0   | 1   | 2 | 08:19 | 1      |

Abkürzungen: Pl. = Platz, Sp = Spiele, S = Siege, OTS = Siege nach Verlängerung (Overtime) oder Penaltyschießen, OTN = Niederlagen nach Verlängerung oder Penaltyschießen, N = Niederlagen

Erläuterungen: Aufsteiger in die Division IIIA

### Auf- und Abstieg
| Absteiger in die Division IIIA:  | Belgien                 |
| Aufsteiger in die Division IIB:  | Bulgarien               |
| Absteiger in die Division IIIB:  | Neuseeland              |
| Aufsteiger in die Division IIIA: | Republik China (Taiwan) |